# Rituálé
A rituálé (latin: ritus) vagy szertartás vallási vagy szekuláris összefüggésben szabályszerűen és előre megszabott rend szerint ismétlődő cselekmények, amelyek sokféle célnak kívánnak eleget tenni, így még tömör áttekintésük is képtelenség.
A rituálé egyértelműen a vallási élet része, de a vallási szférán kívül is általános jelenség (bizonyos alkalmakkor, például szilveszter éjjelén, nyugdíjba vonuláskor vagy a házasságkötés előtt szinte mindig ugyanazokra a ceremóniákra kerül sor).
A nyilvánosan bemutatott szertartások mindig szociális drámák is egyben. Nem véletlen, hogy a színház a vallási szertartásokból eredeztethető, például Görögországban, Indiában (ahol a rituálé és a dráma ma is szorosan egymáshoz kötődik) és Japánban (pl. nó dráma).

## Szertartáscsoportok
Antropológiai irányultságú valláselméletében Anthony F. C. Wallace (1923–2015) öt fő szertartáscsoportot különböztetett meg :
- technikai szertartások, beleértve a jóslási és erősítési (élelem vagy alkohol megszerzését célzó) szertartásokat
- gyógyító vagy rontó (antiterapeutikus) szertartások (mágia)
- ideológiai (az egész közösség jólétéért bemutatott) rituálék, beleértve az átmeneti rítusokat, a tabukat, a ceremoniális és udvariassági, illetve – katarzishoz vezető –lázadási rituálékat
- szoteriologikus, a közösséget és az egyént célzó szertartások (beleértve a megszállottsággal, az exorcizmussal, az új identitással és az eksztázissal kapcsolatos rituálékat is)
- az életet megújító szertartások

## Összetevők
A vallási szertartásoknak a következő összetevőit szokták megkülönböztetni: ismétlődés, tudatos részvétel, szándék, minta, hagyomány, célkitűzés, végrehajtás.